# 伊麗莎白·克莉絲汀 (不倫瑞克-沃爾芬比特爾)
不倫瑞克-沃爾芬比特爾的伊麗莎白·克莉絲汀（德語：Elisabeth Christine von Brunswick-Wolfenbüttel，1691年8月28日—1750年12月22日）是神聖罗馬皇后和布倫瑞克-沃爾芬比特爾親王國郡主。她是神聖羅馬皇帝查理六世的妻子。
伊麗莎白·克莉絲汀是布倫瑞克-沃爾芬比特爾公爵路易·鲁道夫的長女，妹妹夏洛特·克莉絲汀是俄羅斯皇儲妃，彼得二世的母親。她在十三岁时和神圣罗马帝国继承人查理订婚。信奉新教的她起初因不想改信天主教而不愿意接受这场婚事。
1708年，她和正身处西班牙王位繼承戰爭的人查理在巴塞罗那结婚。直至1713年查理落败，她才回到奥地利。她和婆婆艾莉奧諾·瑪格達倫納皇太后和丈夫的兄嫂威廉米娜·阿瑪利亞皇后之间的感情都很好。
伊麗莎白·克莉絲汀的婚姻生活大部分时间都花在生下男继承人的心思上。她在1716年产下一名夭折的男婴后就一直只生下女儿。为了生下男孩，医生甚至要她喝下大量的酒，使她的脸颊常年通红。
虽然她没能生下儿子，但她的女兒玛丽亚·特蕾西娅成为哈布斯堡王朝唯一女性统治者和欧洲历史上最著名的女性君主之一。